# بقق (نبات)
بَقَق (الاسم العلمي: Crypsis schoenoides) هو نوع من العشب يعرف بالأسماء الشائعة لعشب المستنقع، وعشب المستنقع التيموثي، وعشب البقر، موطنه أوروبا ولكنه موجود في معظم القارات الأخرى.